# Фармер, Джон
Джон Фармер (англ. John Farmer; 16 августа 1835, Ноттингем — 17 июля 1901, Оксфорд) — английский композитор, музыкант и преподаватель музыки. Племянник Генри Фармера.

## Жизнь и творчество
Дж. Фармер изучал музыку в Германии, в Лейпциге и в Кобурге. В период с 1853 по 1857 год он работает у своего отца. Затем уезжает в Цюрих, где находит место учителя музыки. Вернувшись в Англию, в 1864—1885 годах Фармер преподаёт свой предмет в респектабельной школе Хэрроу близ Лондона. Затем, вплоть до своей смерти в 1901 году, служит органистом при колледже Баллиол в Оксфордском университете.
Джон Фармер зарекомендовал себя в Англии как поклонник и последователь музыкальных традиций И. С. Баха и И.Брамса. Как композитор он является автором ораторий и других произведений церковной музыки. Написал также сказочную оперу «Синдирелла» и большое количество «школьных песен», в том числе популярную в Англии песню школы Хэрроу «Forty Years On».